# Augustinerkloster Germershausen

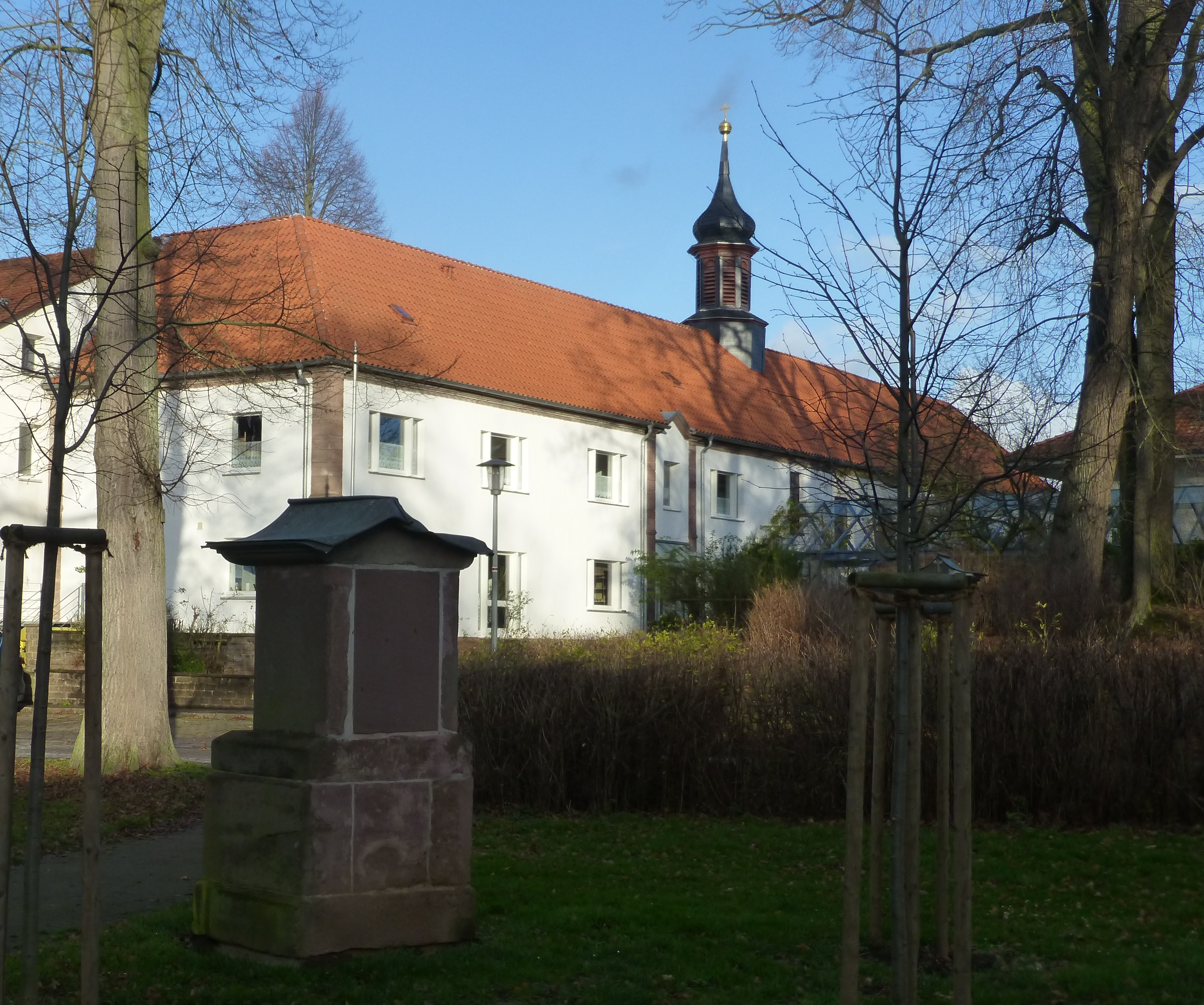
Kloster Germershausen (2016)

Das Augustinerkloster Germershausen war ein Kloster der Augustiner in der Ortschaft Germershausen im Landkreis Göttingen in Südniedersachsen.

## Geschichte
Nach dem Weggang der Kapuziner wurde 1864 das Augustinerkloster in Germershausen gegründet. Zum Kloster gehört eine Kapelle und ein Klostergarten. Neben der Betreuung der Wallfahrt in Germershausen sollte die schulische Erziehung der Kinder im nördlichen Eichsfeld gefördert werden. Nachdem ab 1888 erste Schüler aufgenommen wurden, erfolgte 1905 die Gründung der Klosterschule. Wegen der Zunahme der Schülerzahl erfolgte 1929 eine Erweiterung der Klosterschule. 1970 wurde die Klosterschule geschlossen. Im Klostergarten wurde 1995 ein Neubau für das Kloster errichtet.
2019 verließen die letzten Augustiner Germershausen und das Kloster wurde aufgegeben. Die weitere Nutzung der Klostergebäude ist noch offen.

## Bildungsstätte

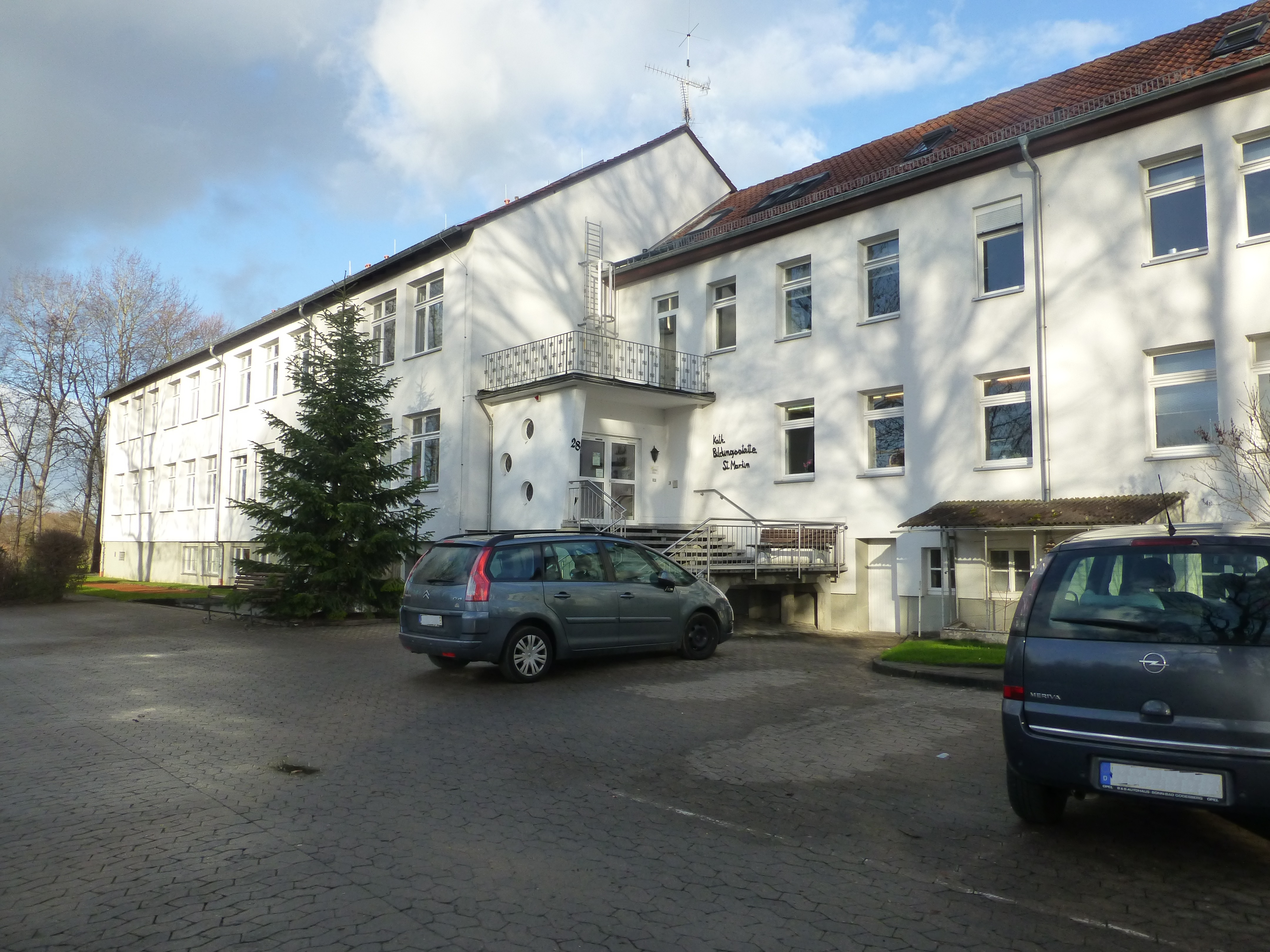
Bildungsstätte St. Martin (2016)

Aus der ehemaligen Klosterschule wurde 1972 die Bildungsstätte St. Martin. Angeboten wurden unter anderem Kurse für Familien und Ferienfreizeiten für Kinder. Im Jahre 2000 erfolgten umfangreiche Umbauarbeiten.
Nachdem sich die Augustiner 2010 aus der Leitung der Bildungsstätte zurückgezogen hatten, wurde die Einrichtung vom Bistum Hildesheim allein weitergeführt. Zum Ende des Jahres 2020 wurde der Betrieb der Bildungsstätte schließlich eingestellt.
Zum 1. Dezember 2021 erfolgte die Profanierung der Hauskapelle der Bildungsstätte St. Martin.